# Victor Simões de Oliveira
Victor Simões de Oliveira (Rio de Janeiro, 23 maart 1981) – alias Victor Simões of kortweg Victor – is een Braziliaans voormalig voetballer. Hij speelde als aanvaller en beëindigde in 2015 zijn carrière bij het Indische Goa op de leeftijd van 34 jaar.

## Carrière
Tot 2003 speelde Victor Simões de Oliveira in Brazilië voor CR Flamengo. Voor de start van het seizoen 2003/04 verhuisde hij naar het Belgische Germinal Beerschot Antwerpen. Reeds halverwege dat seizoen, in januari 2004, na 15 competitiewedstrijden en drie doelpunten, transfereerde hij naar de Belgische topper Club Brugge. Hij bleef er twee jaar spelen, waarin hij 10 maal scoorde in 44 wedstrijden. Hij speelde ook zeven bekerwedstrijden en 13 Europese wedstrijden voor Brugge.
Hij belandde bij Club Brugge echter uiteindelijk regelmatig op de bank, en werd begin 2006 ook naar de B-kern verwezen. In januari 2006 keerde hij zo terug naar Germinal Beerschot. Hij bleef echter niet lang in Antwerpen, en keerde terug naar Brazilië, waar hij in 2006/07 tekende voor Figueirense FC. In 2007 ging hij spelen voor Chunnam Dragons in de Koreaanse K-League waar hij in 2009 vertrok om voor Botafogo FR te gaan voetballen. Na een jaar Botafogo vertrok hij naar het Saudische Al-Ahli Djedda.